# Église catholique au Sichuan
La présence de l'Église catholique dans la province sud-ouest chinoise du Sichuan (anciennement romanisée comme Sutchuen, Setchuen, Setchoan ou Sétchouan en français, et Szechwan ou Szechuan en anglais ; latin : Ecclesia Catholica in Seciuen ou Secioan) remonte à 1640, lorsque deux missionnaires, Ludovico Buglio et Gabriel de Magalhães, par l'intermédiaire de la mission jésuite en Chine, entrèrent dans la province et passèrent une grande partie des années 1640 à faire de l'évangélisation. Les Missions étrangères de Paris assument l'entière responsabilité de la mission du Sichuan depuis le XVIIIe siècle.
L'édit de Yongzheng de 1724 proscrivit le christianisme dans l'empire mandchou (c.-à-d. dynastie Qing) et déclare les missionnaires étrangers personae non gratae. Les catholiques du Sichuan ont appris à se passer de prêtres ordonnés. Lorsque les Qing sont devenus de plus en plus possédés par l'idée que les catholiques appartenaient à une organisation « hérétique » (par opposition à l'« orthodoxie » du confucianisme) qui pourrait menacer l'ordre et la domination de l'empire, les magistrats de district ont trouvé commode de manipuler les communautés non catholiques contre les catholiques, conduisant à la discrimination ainsi qu'à des pressions sociales et politiques contre les familles catholiques. En conséquence, un nombre important de catholiques se sont retirés dans les montagnes reculées et les arrière-pays de l'ouest du Sichuan, devenant des « chrétiens cachés » qui ont été pris pour des bouddhistes par les missionnaires européens après la levée des contrôles missionnaires en 1858.
Néanmoins, en 1870, l'Église du Sichuan comptait 80 000 membres baptisés, ce qui était le plus grand nombre de catholiques de tout le pays. En 1911, le nombre est passé à 118 724 membres. Tout au long de son histoire ecclésiastique, le Sichuan a été l'un des foyers d'émeutes anti-missionnaires en Chine.
Si les études sur les missions catholiques dans les capitales des empires chinois sont abondantes (Chang'an (it), Cambaluc (es)/Karakorum, Nankin, Pékin), peu de phénomènes catholiques ont été analysés dans la province du Sichuan.
Le primat du Sichuan est l'archevêque de Chongqing (Tchongkin), avec son siège à la cathédrale Saint-Joseph. Le poste est vacant depuis le décès du dernier archevêque Peter Luo Beizhan (no) en 2001.

## Histoire

### XVIIesiècle

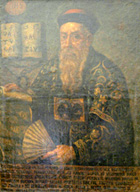
Ludovico Buglio, premier missionnaire catholique au Sichuan.

En 1640, Ludovico Buglio, un jésuite sicilien, arrive à Chengdu (Tchentou), la capitale du Sichuan, à l'invitation de Liu Yuliang (zh), un Sichuanais de Mianzhu et grand secrétaire de la dynastie Ming. Trente personnes ont reçu le baptême l'année suivante, qui étaient les premiers catholiques du Sichuan. Il y avait un certain Pierre parmi eux, selon la Relation de l'entrée de la religion catholique dans le Sétchouan, il était un descendant du prince de Shu et assez actif dans la congrégation. Gabriel de Magalhães, un jésuite portugais, rejoignit la mission en août 1642. L'évangélisation commença immédiatement à Tchentou, Baoning (Paolin) et Chongqing (Tchongkin).
Après la dévastation du Sichuan par Zhang Xianzhong (1644–1646), une recherche des convertis survivants a été menée dans les années 1660 par deux catholiques, Basile Xu (no), alors intendant du circuit du Sichuan oriental (zh), et sa mère Candide Xu (en). Ils trouvèrent un nombre considérable de convertis à Paolin, puis Candide invita le prêtre Claudius Motel à servir la congrégation. Plusieurs églises ont été construites à Tchentou, Paolin et Tchongkin sous la supervision de Motel, et il a baptisé 600 personnes en un an.

### XVIIIesiècle

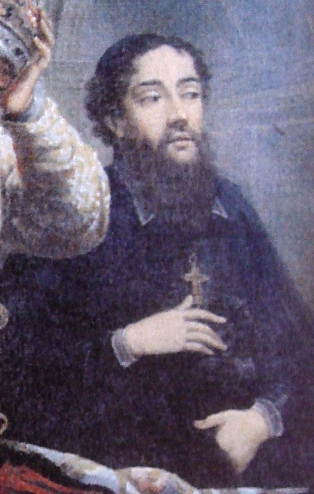
Artus de Lionne, premier vicaire apostolique du Sutchuen.

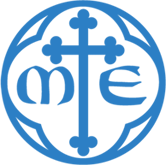
Sceau des Missions étrangères de Paris. La MEP était la principale société missionnaire pour l'évangélisation du Sichuan.

Le vicariat apostolique du Sutchuen a été créé le 15 octobre 1696, avec son siège à Tchentou. Artus de Lionne, missionnaire des Missions étrangères de Paris (MEP), fut le premier vicaire apostolique. De Lionne réussit à recruter quatre prêtres pour son vicariat. En 1700, il confie aux pères des Missions étrangères Jean Basset (en) et Jean-François Martin de La Baluère la ville de Tchentou et la partie occidentale du Sichuan. Deux Lazaristes, disciples de saint Vincent de Paul, un Italien, Luigi Antonio Appiani, et un Allemand, Johannes Müllener (ru), sont également mis à sa disposition. De Lionne leur a confié Tchongkin et la partie orientale du Sichuan. Deux congrégations missionnaires différentes assumaient ainsi des responsabilités dans la même province. Bien que peu nombreux et confrontés à des difficultés considérables, les pères de ces deux sociétés se disputent le territoire.

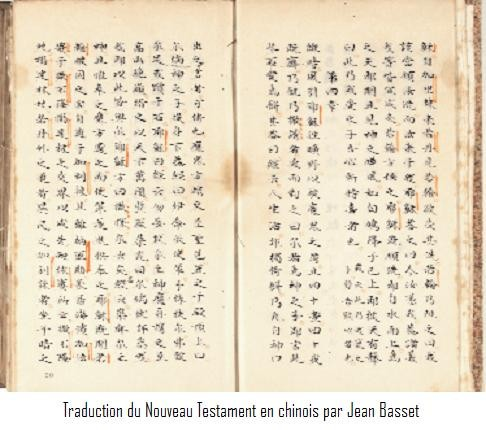
Nouveau Testament chinois de Basset-Su, XVIIIe siècle.

Le Lyonnais Jean Basset écrivit un long mémoire en 1702 à Tchentou sous le titre d'Avis sur la Mission de Chine, déplorant le triste état de l'Église au Sichuan après tant d'efforts passés. Pour Basset, un seul remède est la traduction de la Bible et l'autorisation d'une liturgie en chinois. « Ce fut », a-t-il souligné, « la pratique des apôtres et c'est le seul moyen de familiariser les Chinois avec le message chrétien ». Basset se mit à travailler sur la traduction avec l'aide d'un converti local, Johan Su. Ensemble, ils ont produit une traduction du Nouveau Testament en six gros volumes qui est maintenant connue sous le nom de Nouveau Testament chinois de Basset-Su.
En 1723, l'arrivée des Lo à Kiangtsin fait de la région un centre catholique important dans l'est du Sichuan. Grâce aux dons des fidèles locaux, la famille Lo a construit une église et un presbytère. À partir de 1736, pendant une période de dix ans, Giovanni Battista Kou (également Joannes-Baptista Kou ; 1701–1763) avait résidé dans le presbytère tout en effectuant un travail missionnaire. Kou était un Pékinois, formé au collegio dei cinesi de Naples. Les fidèles des villes environnantes se réunissaient à l'église de Kiangtsin pour chanter la messe et recevoir les sacrements administrés par le père Kou. Le sheng et la xiao étaient utilisés pendant les principales fêtes catholiques.
Au cours de cette période, un phénomène émergent de vierges consacrées est apparu dans le Sichuan. L'une des premières vierges de ce type était Agnès Yang, une femme du district de Mingshan, dans l'ouest du Sichuan. Son baptême a été confirmé par Joachim-Enjobert de Martiliat, missionnaire des MEP et auteur des Règles pour les vierges consacrées publiées pour la première fois en 1744. Ce dernier rendit visite à Agnès en 1733 alors qu'elle avait plus de 50 ans et constata qu'elle était restée fidèle et chaste. Ces femmes catholiques célibataires servaient de baptiseuses et de catéchistes pour l'évangélisation des femmes. Le rôle qu'ils jouèrent fut important dans la croissance de l'Église du Sichuan, en raison de la ségrégation des sexes en Chine. Le promoteur le plus convaincu de cette nouvelle forme d'apostolat fut le Père Jean-Martin Moyë, provicaire au Sutchuen oriental (futur archidiocèse de Chongqing) et au Kouytcheou (futur archidiocèse de Guiyang (en)) à partir de 1773, qui a fondé la Congrégation des Sœurs de la Providence en Lorraine avant d'entrer dans le champ missionnaire du Sichuan.

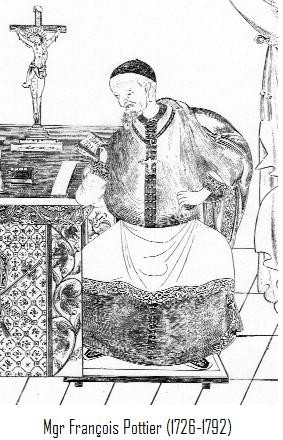
François Pottier, d'après un portrait réalisé en 1787 à Tchentou.

En 1753, la Société des Missions étrangères de Paris (MEP) assume l'entière responsabilité de la mission du Sichuan. En 1756, François Pottier, jeune prêtre ordonné à Tours il y a tout juste trois ans, arrive au Sichuan, qui prend en charge comme pro-vicaire les cinq ou six mille catholiques dispersés dans la province. Après trois ans de visites pastorales, il est arrêté et torturé, passe quelques mois en prison à Tchongkin. En 1767, il est nommé évêque titulaire d'Agathopolis (de) et vicaire apostolique du Sutchuen. Sa consécration épiscopale le 10 septembre 1769 eut lieu à Xi'an, capitale de la province du Shaanxi, où il dut fuir lors d'une persécution. Après avoir vendu sa maison à Tchentou en 1764, Pottier se retira avec sept étudiants dans une chaumière à Fenghuangshan (montagne du phénix), à 7 kilomètres à l'ouest de Tchentou. Son école pauvre lui rappelait l'étable de Bethléem, il l'appelait le « séminaire de la Nativité ». En 1770, son école est dénoncée aux autorités, et la chaumière est détruite. Quelques années plus tard, Mgr Pottier reprend le travail de formation des futurs prêtres en fondant en 1780 un séminaire à Long-ki dans la région frontalière du Sichuan et du Yunnan. De 1780 à 1814, quarante prêtres quittent ce séminaire et s'installent à Lo-lang-keou dans le sud du Sichuan peu après son ouverture.
En 1783, Pottier choisit Jean-Didier de Saint-Martin comme coadjuteur et l'ordonna évêque à Tchentou le 13 juin 1784. Saint-Martin fut emprisonné puis expulsé de Chine l'année suivante, mais il réussit à reprendre son poste en 1792, l'année de la mort de Pottier. Il assure sa propre succession en prenant Gabriel-Taurin Dufresse comme coadjuteur, qu'il ordonne évêque de Tabraca en 1800. Ce nouvel évêque a déjà vingt ans d'expérience dans le Sichuan, où il arrive en 1776. Son ministère est interrompu par la persécution de 1784. Dufresse fut emprisonné, amené à Pékin puis exilé à Macao portugais et aux Philippines espagnoles, il retourna clandestinement à Tchentou en 1789 et fut chargé des missions du Sutchuen oriental et du Kouytcheou. À la mort de Saint-Martin en 1801, il prend en charge toute la province. Malgré l'insécurité et les multiples déboires, l'Église du Sichuan est alors relativement prospère. En 1756, il y avait 4 000 catholiques et deux prêtres locaux dans la province. En 1802, le nombre décuple avec 40 000 catholiques et 16 prêtres locaux. L'expérience pastorale accumulée au cours du XVIIIe siècle a permis d'établir un directoire général des conditions de la vie chrétienne et du ministère des sacrements.

### XIXesiècle
En 1803, Mgr Dufresse convoqua le premier synode de Chine près de Chongqingzhou (Tchong-king-tcheou), à 40 kilomètres à l'ouest de Tchentou. Treize prêtres chinois et deux prêtres français ont participé, à savoir, Dufresse et Jean-Louis Florens (no). Les décisions se réfèrent principalement à la pastorale des sacrements. Le chapitre 10 traite du ministère des prêtres, recommandant la ferveur dans la vie spirituelle et la discrétion dans les choses temporelles. Les dispositions du synode du Sichuan devaient guider l'apostolat dans cette province jusqu'au concile plénier de Shanghaï en 1924.
En 1815, Dufresse fut arrêté et décapité, avec un autre évêque et neuf prêtres à Tchentou le 14 septembre. Sa tête était attachée à un poteau et son corps fut exposé pendant trois jours en guise d'avertissement aux autres. Il a été canonisé saint par le pape Jean-Paul II le 1er octobre 2000.
À Dengchigou dans la ville de Moupin, la société de vie apostolique des Missions étrangères de Paris qui avait pour but l'évangélisation des pays d'Asie non chrétiens, ouvre vers 1830 un collège, dit « séminaire de Moupin » ou « collège de l'Annonciation » (l'actuelle église de l'Annonciation de Dengchigou), pour recruter un clergé indigène. Nombre de ses missionnaires avaient une bonne formation en sciences naturelles (botanique, zoologie, géologie) et cherchaient à entrer en contact avec les établissements scientifiques de Paris.
Aujourd'hui, l'église de l'Annonciation est bien connue grâce à Armand David, missionnaire lazariste, zoologiste et botaniste, le « découvreur » des pandas, arrivé en 1869 à Moupin en chaise à porteurs. Une cinquantaine d'élèves locaux ont étudié au séminaire de Moupin sous la direction d'Anatole Dugrité, supérieur du collège de l'Annonciation. À cette époque, le collège et la station missionnaire appartenaient au vicariat apostolique du Sutchuen occidental dont l'évêque était Annet-Théophile Pinchon.

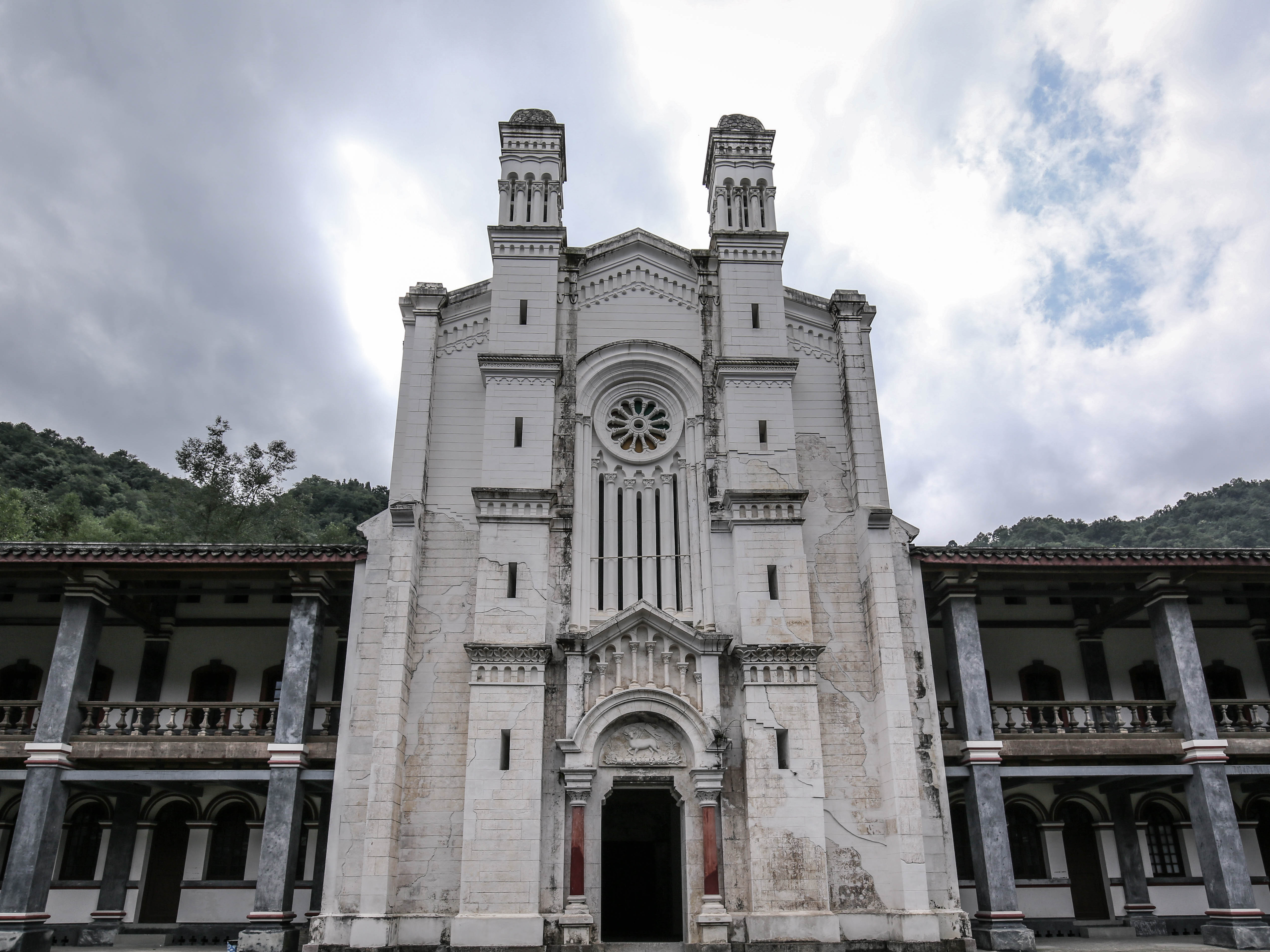
Le Seminarium Annuntiationis abandonné.

À Bailu (en), Pengzhou, la construction du Seminarium Annuntiationis (en) a été lancée en 1895 par Mgr Marie-Julien Dunand (en), successeur de Mgr Pinchon décédé en 1891. Le séminaire a été conçu par deux missionnaires français, Alexandre Perrodin et Léon Rousseau. La construction a duré 13 ans, après son achèvement en 1908, il est devenu un important institut pour la formation des prêtres de la province à cette époque.
Cette même année (1895) fut marquée par une grave émeute d'agitation anti-étrangère qui commença à Tchentou, la capitale, et se répandit de là dans toute la province. Dans la capitale, les biens des catholiques et ceux de trois missions protestantes sont détruits ; et tous les missionnaires de toutes les missions, catholiques et protestants, étaient reconnaissants de s'être échappés de leur vie.
Le 29 juillet 1896, le Père Adolphe Roulland a été envoyé au vicariat apostolique du Sutchuen oriental par la Société des Missions étrangères. L'année suivante, il est nommé vicaire à Yeou-yang, dans la ville de Tchongkin. Cinq ans plus tard (1902), il est nommé curé de Ma-pao-tchang (aujourd'hui fusionné avec le bourg de Shima (zh)) dans la même ville, où il reste sept ans. Le Père Roulland était un frère spirituel de sainte Thérèse de Lisieux. Il a offert au couvent des Carmélites de Lisieux l'ouvrage de Léonide Guiot, La Mission du Su-Tchuen au XVIIIme siècle : Vie et Apostolat de Mgr Pottier, son fondateur (1892), qui eut une grande influence sur Thérèse.
Thérèse peint une image du Sacré-Cœur pour le Père Roulland accompagnée d'une prière : « O sang divin de Jésus ! Arrosez notre Mission, faites germer les Élus. » Entouré de marginalia floraux, le cœur avec une petite croix est représenté dégoulinant d'une goutte de sang sur « Su-Tchuen oriental », dénotant le sang divin versé sur la Mission de Tchongkin.
Dans sa lettre à Roulland du 30 juillet 1896, Thérèse exprime son espoir d'une visite au Sichuan : « J'ai fixé la carte du Su-tchuen sur le mur de l'emploi où je travaille, [...] je demanderai à Jésus la permission d'aller vous visiter au Su-tchuen et nous continuerons ensemble notre apostolat. » Aujourd'hui, en plus de conserver une des lettres de Thérèse au Père Roulland, l'église de Janua Coeli de Shima (重慶石馬眞原堂) conserve également une de ses reliques.

### XXesiècle
En 1905, quatre missionnaires français sont tués lors de la révolte de Bathang, dont Jean-André Soulié, qui travaillait au vicariat apostolique du Tibet. Il a été capturé, torturé et fusillé près de Yaregong (en), par des lamas lors de la révolte. Neuf ans plus tard (1914), Jean-Théodore Monbeig, un autre missionnaire français travaillant dans la région frontalière du Sichuan et du Tibet, est tué par des lamas près de Lithang, peu de temps après avoir aidé à raviver la communauté chrétienne de Bathang.
En 1918, le missionnaire français François-Marie-Joseph Gourdon a édité et publié à Tchongkin la Relation de l'entrée de la religion catholique dans le Sétchouan, sous l'autorité de Célestin Chouvellon, évêque du Sutchuen oriental. Cet ouvrage serait basé sur la Relação das tyranias obradas por Canghien Chungo famoso ladrão da China em o anno de 1651 de Gabriel de Magalhães. En outre, la Relation de l'entrée de la religion catholique à Anyo, détaillant l'histoire du catholicisme dans le comté d'Anyo, est parue en 1924, avec l'approbation d'Urbain Claval, pro-vicaire du Sutchuen oriental.
À la fin de 1921, il y avait 143 747 chrétiens catholiques au Sichuan. Ceux-ci adoraient dans 826 chapelles et églises dispersées dans toute la province qui était divisée en quatre évêchés avec des résidences épiscopales à Tchentou, à Tchongkin, à Souifou et à Linyuen. Près de 8 000 adultes ont été baptisés en 1918. En plus des activités régulières d'évangélisation, l'Église a maintenu près de 400 écoles paroissiales de niveau primaire avec plus de 7 500 élèves. Il y avait trois collèges dans la province, deux à Tchongkin et un à Tchentou ; dix séminaires et cinq écoles de filles. Les missions catholiques ont également signalé cinq hôpitaux et sept dispensaires.

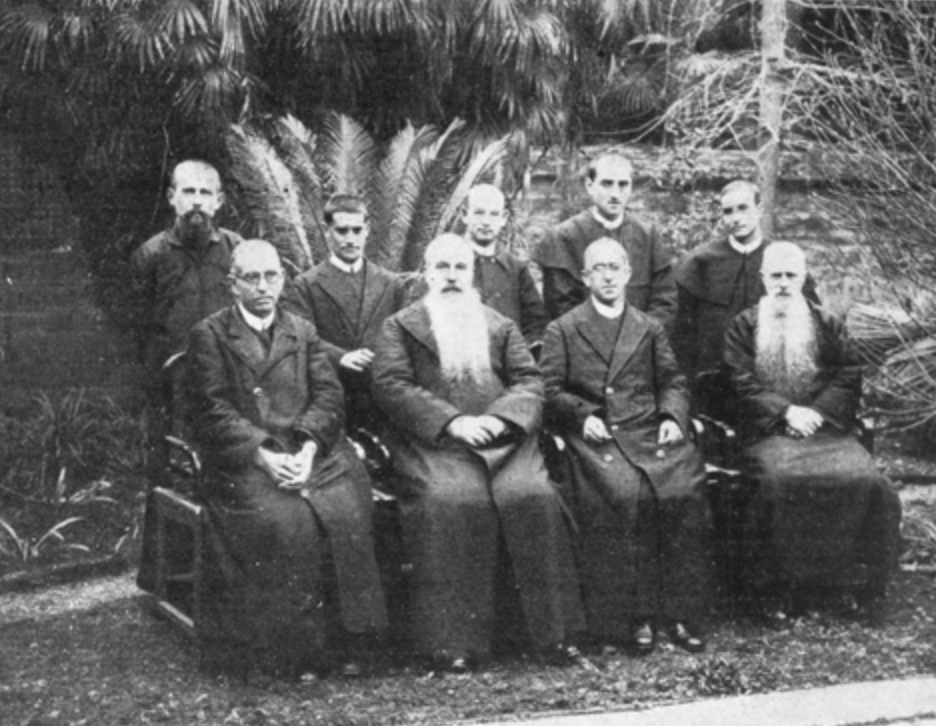
Communauté rédemptoriste espagnole de Tchentou, avec Jacques-Victor-Marius Rouchouse, alors vicaire apostolique de Tchentou.

En février 1928, Segundo Miguel Rodríguez, José Morán Pan et Segundo Velasco Arina ont navigué pour la Chine. Initialement, ils ont été chargés du séminaire de la Congrégation des Disciples du Seigneur (es) du vicariat apostolique de Süanhwafu (es) (Hebei). Par la suite, ils furent transférés au Sichuan en tant que premier groupe de missionnaires rédemptoristes espagnols à travailler dans cette province. Ils ont été actifs dans le vicariat apostolique de Tchentou et le vicariat apostolique de Linyuen, ils ont également fait construire une maison et une chapelle à Tchentou. Les derniers rédemptoristes espagnols ont été expulsés de Chine par le régime communiste en 1952.

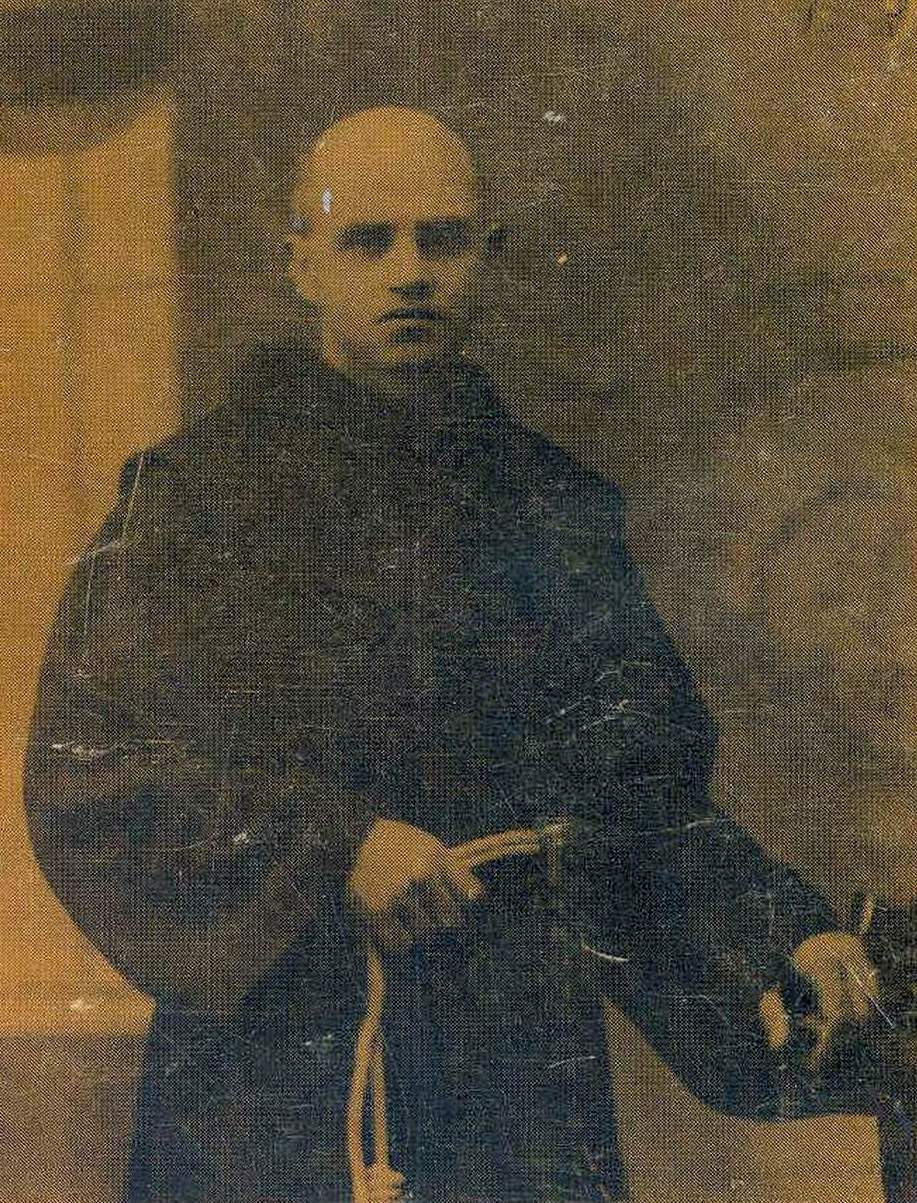
Pascual Nadal Oltra, missionnaire franciscain né à Pego, décapité en 1935 à Ngawa, l'une des trois régions tibétaines du Sichuan occidental.

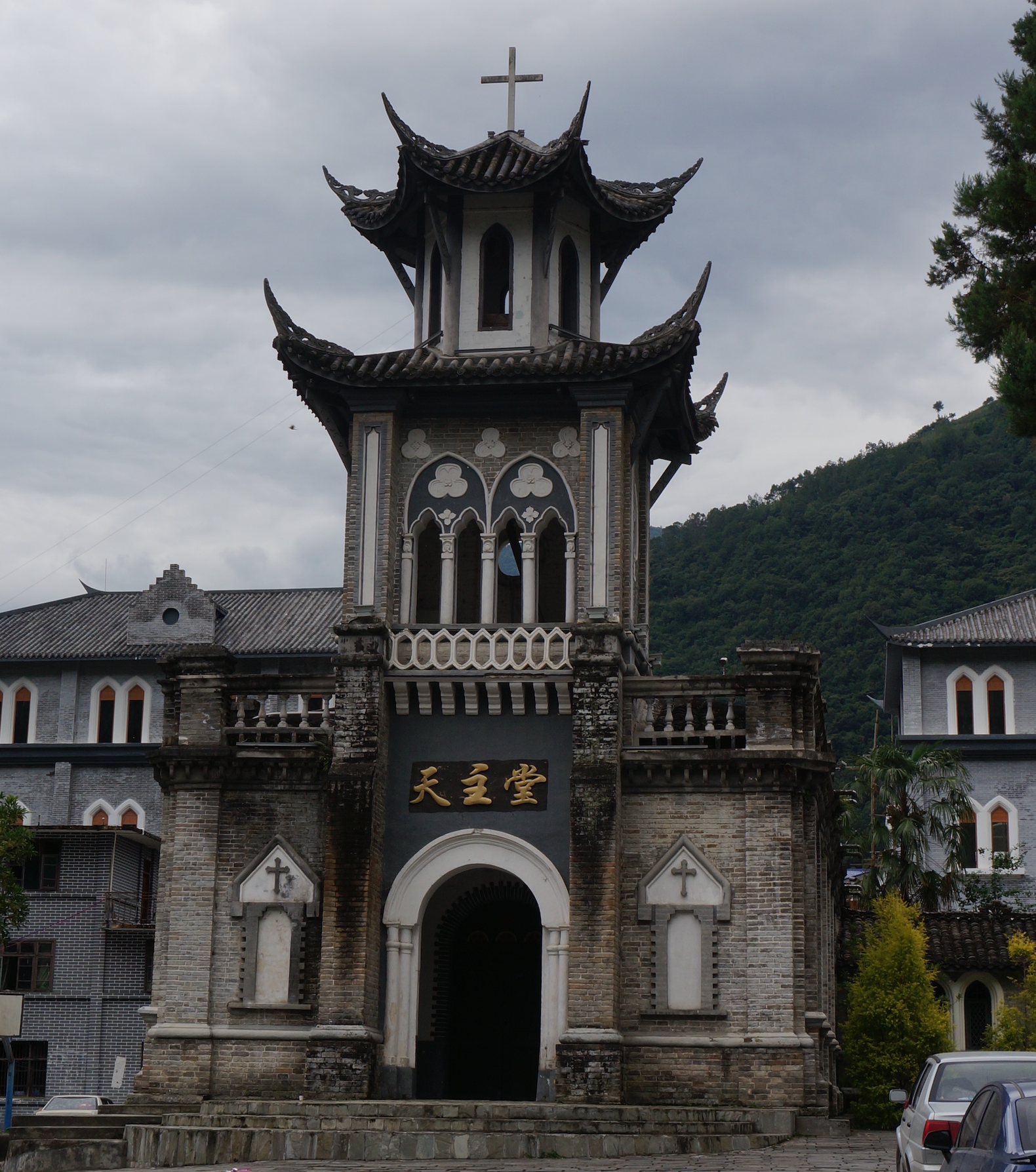
Église Sainte-Anne de Mosimien.

En 1930, un frère franciscain et artiste espagnol, Pascual Nadal Oltra (es), arrive à Mosimien (en), une petite ville située à Garzê, l'une des trois régions tibétaines du Sichuan occidental. Avec le soutien du vicaire apostolique de Tatsienlou (Pierre-Philippe Giraudeau) et de son coadjuteur Pierre Valentin, Oltra, le père gardien Plácido Albiero, un frère canadien Bernabé Lafond et un Italien José Andreatta forment la communauté fondatrice d'une léproserie établie près de l'église Sainte-Anne de Mosimien, connue sous le nom de maison Saint-Joseph. Il y avait des dortoirs pour les lépreux, une pharmacie et une infirmerie. L'installation des premiers lépreux n'a pas été facile, compte tenu de leur ignorance et de la situation de marginalisation et d'aversion sociale dans laquelle ils vivaient. Néanmoins, en 1935, les missionnaires avaient déjà une centaine de patients.
En mai 1935, une colonne de l'armée communiste dirigée par Mao Zedong (Mao Tse Tung) fuyait l'armée régulière de Tchang Kaï-chek vers le nord-ouest de la Chine à travers la région de Mosimien, dans le cadre d'une retraite militaire connue plus tard sous le nom de Longue Marche. Selon le frère franciscain valencien, José Miguel Barrachina Lapiedra, auteur de l'ouvrage Fray Pascual Nadal y Oltra : Apóstol de los leprosos, mártir de China, et d'un rapport publié dans Malaya Catholic Leader, le journal officiel de l'archidiocèse de Singapour : « Les soldats communistes sont entrés dans la léproserie, ils ont pillé la résidence et arrêté les frères et sœurs. Beaucoup de lépreux ont essayé de défendre les missionnaires, mais ils ont été abattus par les soldats. Les franciscains ont ensuite été amenés devant Mao Tse Tung, qui les a interrogés, a emprisonné deux d'entre eux, Pascual Nadal Oltra et un frère italien Epifanio Pegoraro, et a libéré les autres. Il y avait plus de 30 000 rouges dans le groupe, dont un grand nombre de femmes. Avant leur départ, les soldats ont saccagé le village, emportant tout ce qui est meuble et comestible, laissant les gens du quartier sans moyens de subsistance. Quelques jours plus tard, le 4 décembre 1935, l'armée atteignit Leang Ho Kow (zh), Tsanlha, où les deux franciscains furent décapités avec une épée,,. »
Dans sa lettre au poète Raymond Cortat, datée du 17 janvier 1937, Marie-Rosine Sahler, membre des Franciscaines missionnaires de Marie, raconte en détail son voyage, son arrivée en Chine et sa vie dans la léproserie de Mosimien, témoignage sur les difficultés politiques : « En 1935, la léproserie fut sauvagement attaquée par des bandes communistes et la communauté dut fuir dans les montagnes et y demeurer durant huit jours. À leur retour, elle trouve la léproserie saccagée et toutes les provisions pillées. La communauté réussit néanmoins à se relever et à accueillir à nouveau les malades qui s'élevaient à 148 en 1937. »
En 1947, les moines trappistes de l'abbaye Notre-Dame de la Joie (zh) (diocèse de Zhengding (it)) ont transféré leur monastère dans le comté de Xindu (Chengdu), en raison de la guerre civile en cours. Le père Paulin Li et quarante moines atteignirent leur destination via Shanghaï. Ils restèrent au Sichuan pendant deux ans, jusqu'à la fin de 1949, lorsque l'invasion communiste y arriva également. À cette époque, le nord et le centre de la Chine étaient déjà aux mains des communistes. Il devint évident que la communauté monastique devait déménager à nouveau,. Le jour de Noël 1949, les communistes occupèrent le monastère de Chengdu et ses environs. Quelques jeunes moines ont été sévèrement battus, trois d'entre eux, Vincent Shi, Albert Wei et le Père You, sont tombés en martyrs après de brutales tortures. Le père Paulin Li réussit à transférer dix moines au Canada, dont neuf chinois et un belge. Finalement, l'abbaye a été rétablie sur l'île de Lantau (Hong Kong britannique). Un emplacement permanent pour l'abbaye Notre-Dame de la Joie de Hong Kong a été obtenu le 19 février 1956.

## Situation actuelle
Après la prise de contrôle de la Chine par les communistes en 1949, le catholicisme en Chine, comme toutes les religions, n'a depuis été autorisé à fonctionner que sous la supervision de l'Administration d'État pour les affaires religieuses (en). Tout culte légal doit être célébré dans des églises approuvées par le gouvernement appartenant à l'Association patriotique catholique (en), qui n'accepte pas la primauté du pontife romain. Certains missionnaires ont été arrêtés et envoyés dans des centres de réforme de la pensée dans lesquels ils ont subi un processus de rééducation inquiétant dans un cadre carcéral vindicatif.
Pendant le mouvement de réforme agraire au début des années 1950, plusieurs organisations de la Légion de Marie à Pengzhou ont été interdites et persécutées, car le régime communiste a qualifié l'association de « force contre-révolutionnaire »,.
En 1989, alors qu'il était administrateur du diocèse de Qinzhou (it) (Gansu), John Baptist Wang Ruohan (pl) a été consacré « évêque clandestin » de Kangding par Paul Li Zhenrong (no), évêque de Sienhsien. En 2011, John Baptist a été arrêté par les forces de sécurité chinoises, avec ses frères, l'évêque Casimir Wang Milu et le père John Wang Ruowang (zh), ainsi qu'un groupe de fidèles laïcs, qui n'appartiennent pas à l'Association patriotique catholique autorisée par le gouvernement.
En 2005, les responsables du gouvernement chinois prévoyaient de nommer deux évêques dans les diocèses de Chengdu et de Leshan (Jiading) sans mandat papal, mais ces nominations ont été rejetées par les quelque 140 000 fidèles des deux diocèses, en raison de leurs manœuvres politiques flagrantes.
À la suite de la dévastation de dizaines d'églises par le séisme de 2008 au Sichuan, Audrey Donnithorne (en) a créé un fonds pour la reconstruction d'églises, d'écoles et de crèches dans cette province où elle était née en 1922. Audrey était la fille de Vyvyan Donnithorne (en), un missionnaire anglican anglais en poste à l'église de l'Évangile (en) de Hantcheou dans le nord du Sichuan dans les années 1930. Elle s'est convertie au catholicisme en 1943, et a reçu le baptême à la cathédrale de l'Immaculée-Conception de Chengdu. Elle a joué un rôle crucial dans la réconciliation d'un évêque « patriotique » du Sichuan avec le Saint-Siège, conduisant à l'établissement de l'unité entre les églises « clandestines » et « patriotiques » de cette province. Elle a été expulsée de la Chine continentale en 1997 en raison de ses activités pour l'Église.
En 2011, après avoir tenté de récupérer deux anciennes propriétés de l'église de Mosimien qui avaient été confisquées par les autorités dans les années 1950, la Sœur Xie Yuming et le Père Huang Yusong ont été attaqués par un groupe d'agresseurs inconnus le 3 septembre. La religieuse a été sévèrement battue tandis que le prêtre a subi des blessures mineures. Les propriétés, une école latine démolie par les autorités et une école de garçons occupée par des fonctionnaires du gouvernement de Mosimien, appartenaient autrefois au diocèse de Kangding.
Le 29 juin 2022, une célébration de l'anniversaire de la fondation du Parti communiste chinois a eu lieu à la cathédrale du Sacré-Cœur-de-Jésus de Leshan (diocèse de Jiading), pour des raisons politiques. Les catholiques étaient appelés à « écouter la parole du Parti, ressentir la grâce du Parti et suivre le Parti ». Selon une source catholique contactée par AsiaNews (en), « en Chine il ne s'agit plus d'écouter le Seigneur, de ressentir sa grâce et de le suivre. C'est la racine de la maladie de l'Église chinoise aujourd'hui, il est difficile d'obtenir loin de l'influence de l'idéologie. La politique est entrée dans l'Église », et la persécution des membres de l'Église qui ne veulent pas se soumettre aux organismes religieux contrôlés par le Parti se poursuit,.

## Diocèses

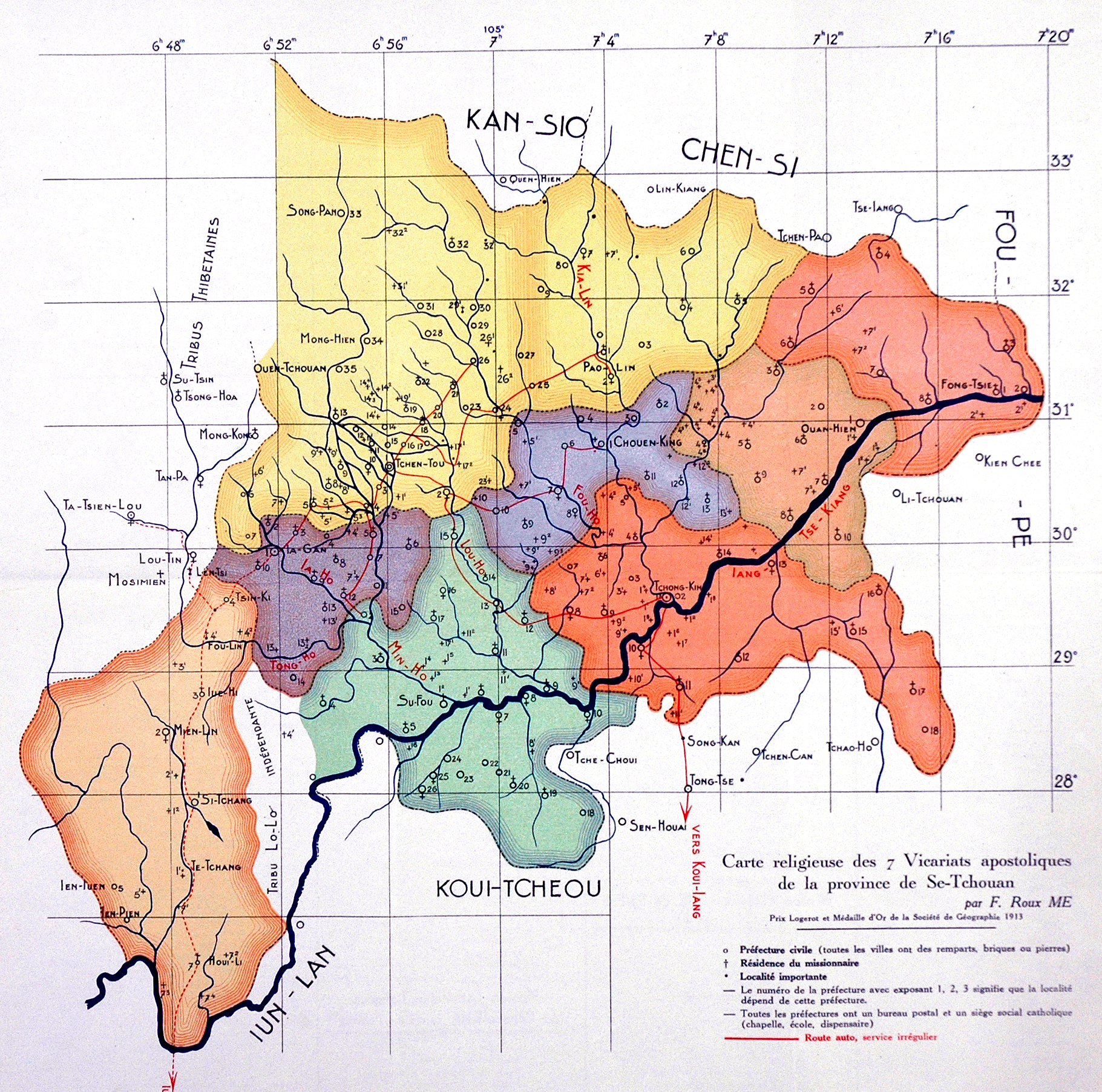
Carte religieuse des 7 vicariats apostoliques de la province du Se-Tchouan (à l'exclusion de Ta-tsien-lou qui appartenait à la Mission du Tibet), par François Roux, 1913 : Tchen-tou (nord-ouest), Tchong-kin (sud-est), Chouen-king (central), Si-tchang (sud-ouest), Su-fou (sud), Ia-gan (ouest) et Ouan-hien (est).

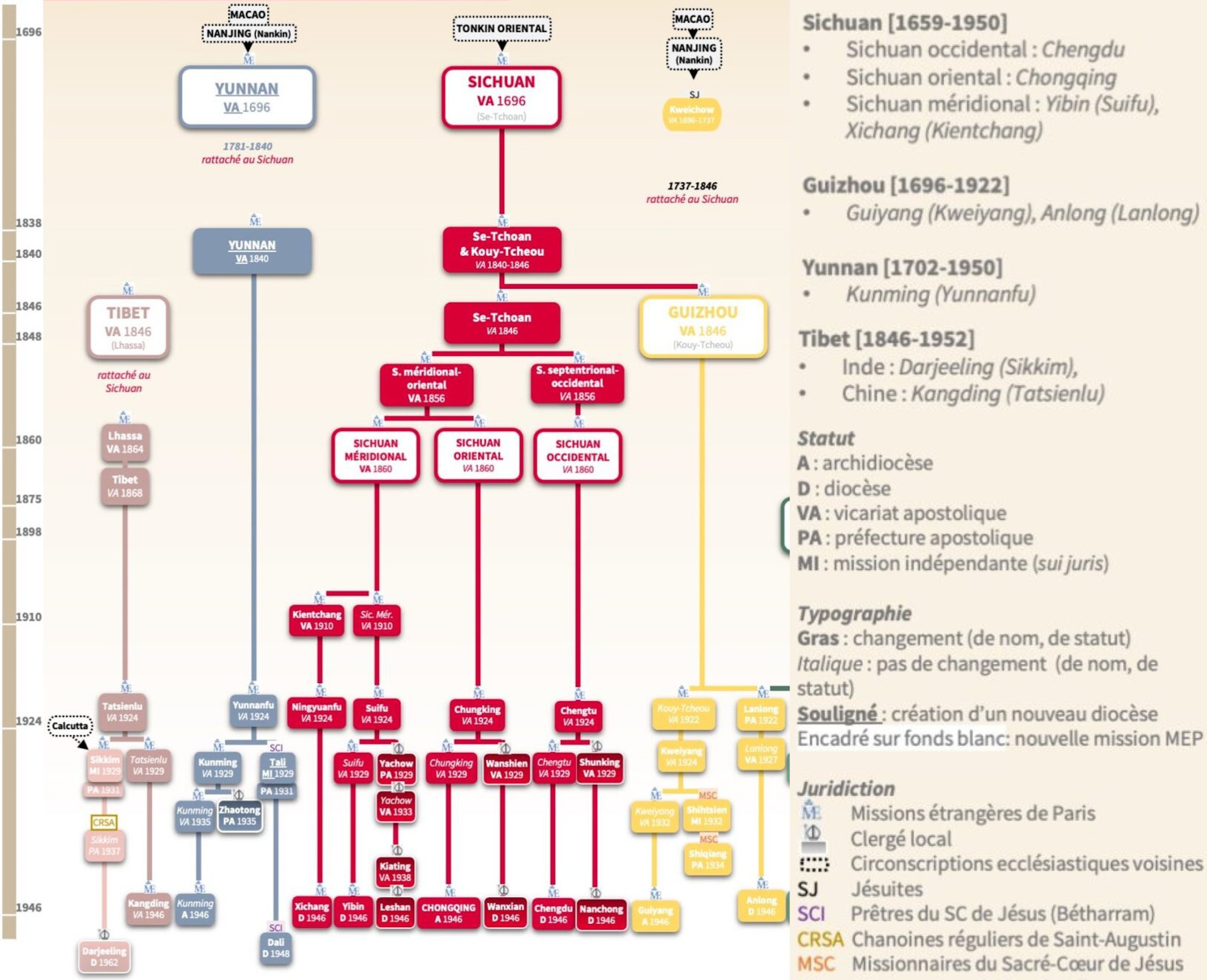
Généalogie de la juridiction des Missions étrangères de Paris au Sichuan, avec ses trois rattachements : Tibet, Yunnan et Guizhou.

Le vicariat apostolique du Sutchuen a été créé en 1696 avec son siège à Chengdu (Tchentou). En 1856, le vicariat apostolique du Sutchuen a été rebaptisé vicariat apostolique du Sutchuen septentrional-occidental (également connu sous le nom de vicariat apostolique du Sutchuen occidental) lors de la création du vicariat apostolique du Sutchuen méridional-oriental, avec le siège de ce dernier à Chongqing (Tchongkin).
En 1860, le vicariat apostolique du Sutchuen méridional a été créé avec son siège à Yibin (Souifou). En 1910, le vicariat apostolique de Kientchang a été créé avec son siège à Xichang (Linyuen). En 1924, le vicariat apostolique du Sutchuen septentrional-occidental a été rebaptisé vicariat apostolique de Tchentou, qui a finalement été élevé au diocèse de Tchentou en 1946.
Aujourd'hui, l'Église catholique du Sichuan compte un archidiocèse et sept diocèses couvrant toute la province et la ville de Chongqing.

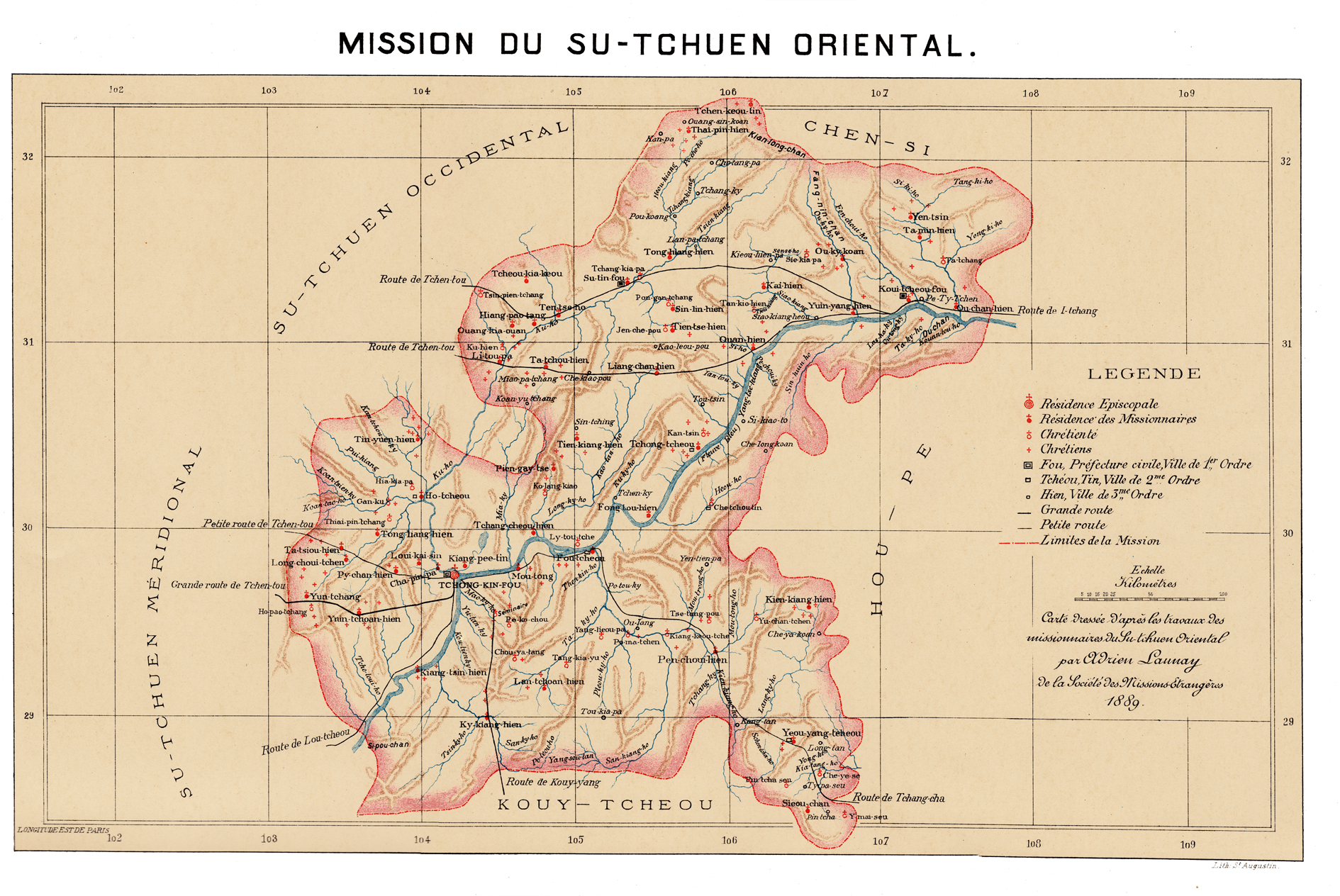
Mission du Su-Tchuen oriental
- Archidiocèse de Chongqing (Tchong-kin-fou ; Archidioecesis Ciomchimensis), créé le 2 avril 1856 en tant que vicariat apostolique du Sutchuen méridional-oriental, rebaptisé le 24 janvier 1860 vicariat apostolique du Sutchuen oriental, rebaptisé le 3 décembre 1924 vicariat apostolique de Tchongkin, élevé au rang d'archidiocèse le 11 avril 1946[64],[68]. Son siège diocésain est la cathédrale Saint-Joseph (en) de Chongqing.
- Diocèse de Wanzhou (Ouan-hien / Wanhsien ; Dioecesis Uanscienensis), créé le 2 août 1929 en tant que vicariat apostolique de Ouanhien, élevé au rang de diocèse le 11 avril 1946[69],[70]. Son siège diocésain est la cathédrale de l'Immaculée-Conception de Wanzhou.

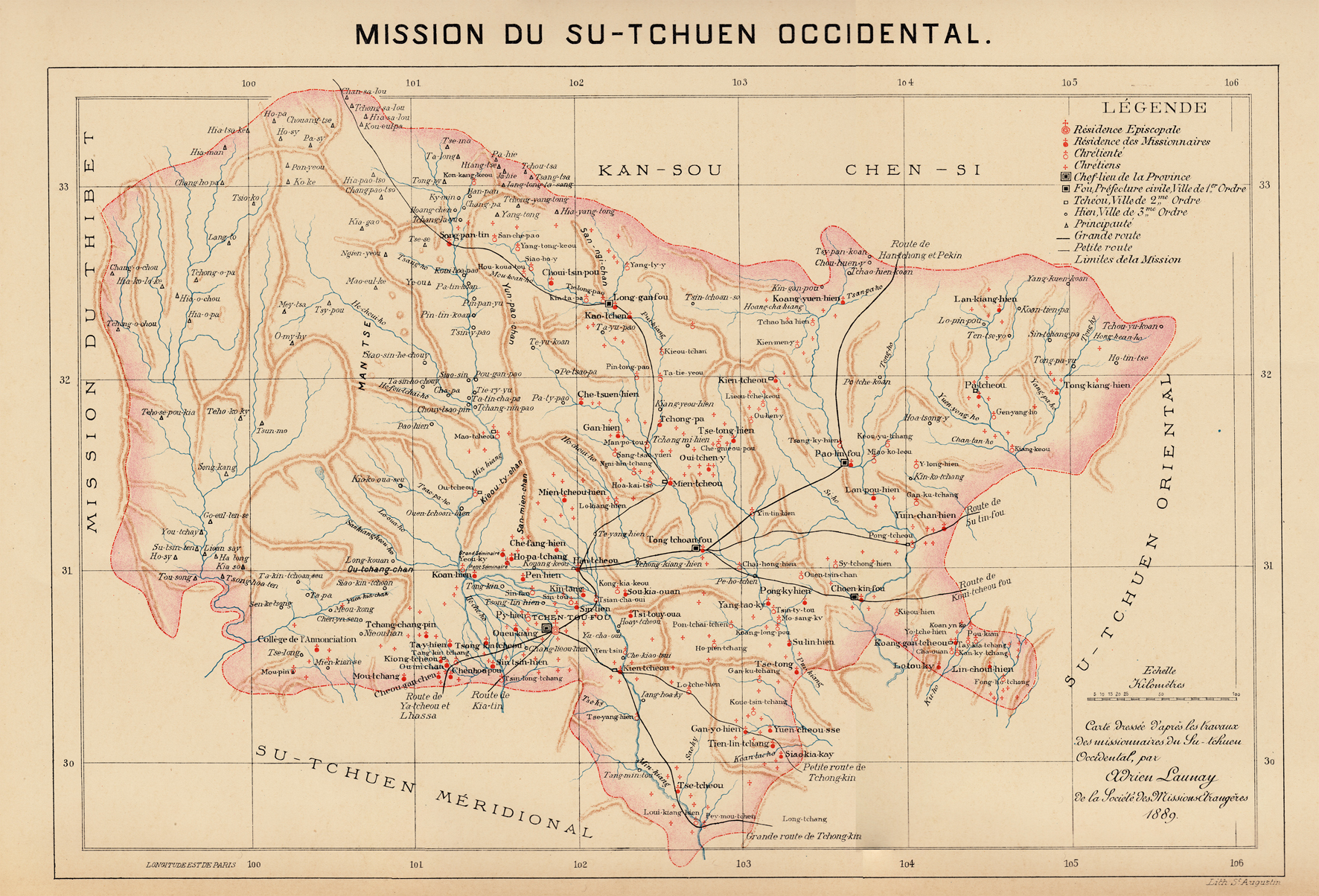
Mission du Su-Tchuen occidental
- Diocèse de Chengdu (Tchen-tou-fou ; Dioecesis Cemtuana), créé le 15 octobre 1696 en tant que vicariat apostolique du Sutchuen, rebaptisé le 2 avril 1856 vicariat apostolique du Sutchuen septentrional-occidental (ou vicariat apostolique du Sutchuen occidental), rebaptisé le 3 décembre 1924 vicariat apostolique de Tchentou, élevé au rang de diocèse le 11 avril 1946[71],[65]. Son siège diocésain est la cathédrale de l'Immaculée-Conception de Chengdu.
- Diocèse de Shunqing (Choen-kin-fou ; Dioecesis Scioenchimensis), créé le 2 août 1929 en tant que vicariat apostolique de Chounking, élevé au rang de diocèse le 11 avril 1946[72],[73]. Son siège diocésain est la cathédrale du Sacré-Cœur-de-Jésus de Nanchong.

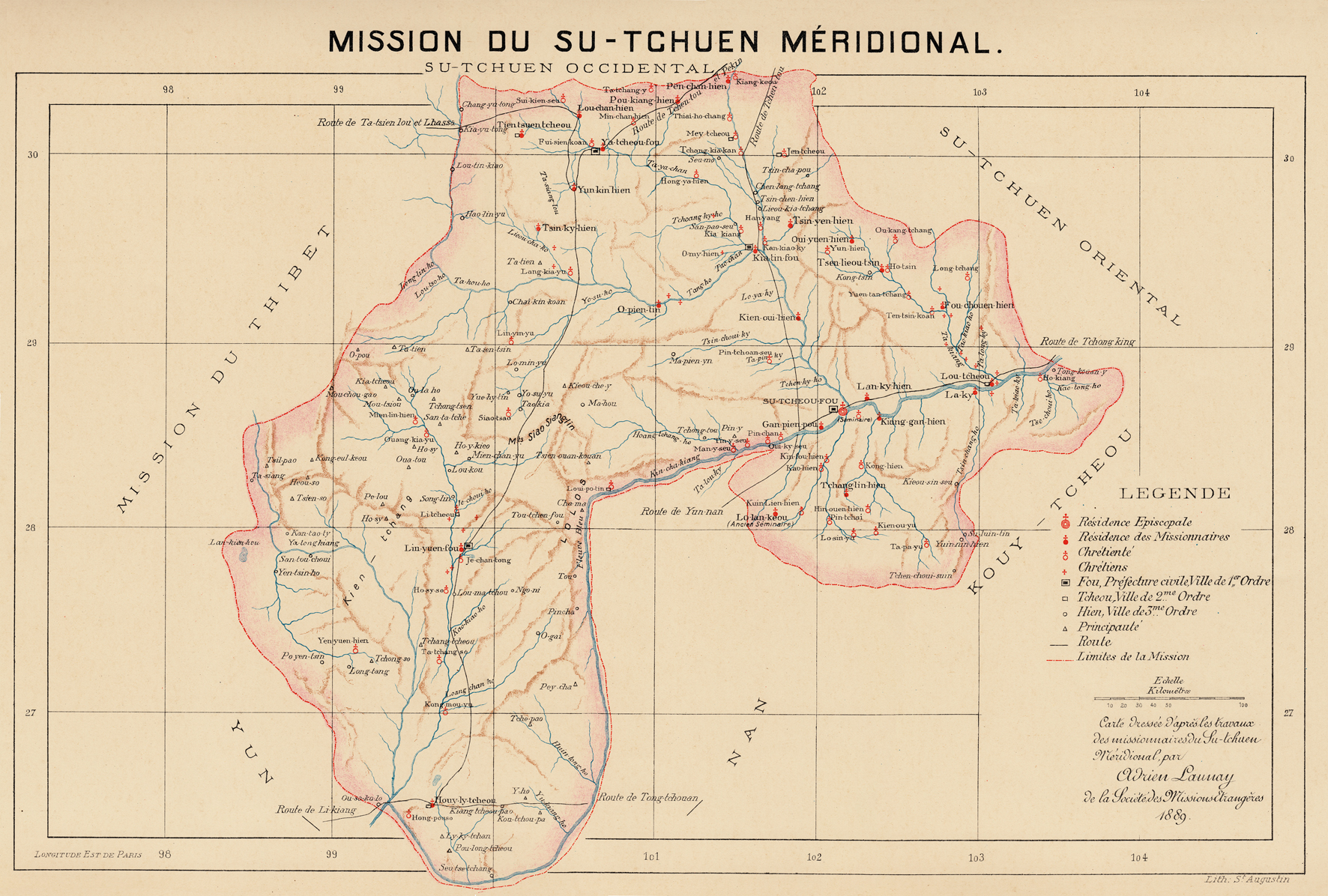
Mission du Su-Tchuen méridional
- Diocèse de Suifu (Souifou / Su-tcheou-fou ; Dioecesis Siufuana), créé le 24 janvier 1860 en tant que vicariat apostolique du Sutchuen méridional, rebaptisé le 3 décembre 1924 vicariat apostolique de Souifou, élevé au rang de diocèse le 11 avril 1946[74],[75]. Son siège diocésain est la cathédrale du Saint-Sacrement de Yibin.
- Diocèse de Ningyuan (Lin-yuen-fou / Kien-tchang ; Dioecesis Nimiuenensis), créé le 12 août 1910 en tant que vicariat apostolique de Kientchang, rebaptisé le 3 décembre 1924 vicariat apostolique de Linyuen, élevé au rang de diocèse le 11 avril 1946[76],[77]. Son siège diocésain est la cathédrale des Anges (en) de Xichang.
- Diocèse de Jiading (Kia-tin-fou ; Dioecesis Chiatimensis), créé le 10 juillet 1929 en tant que préfecture apostolique de Yatchéou, élevée au rang de vicariat apostolique le 3 mars 1933, rebaptisé le 9 février 1938 vicariat apostolique de Kiatin, élevé au rang de diocèse le 11 avril 1946[78],[79]. Son siège diocésain est la cathédrale du Sacré-Cœur-de-Jésus de Leshan.

Mission du Tibet
- Diocèse de Kangding (Kan-tin / Ta-tsien-lou ; Dioecesis Camtimensis), créé le 27 mars 1846 en tant que vicariat apostolique de Lhassa, rebaptisé le 28 juillet 1868 vicariat apostolique du Thibet, rebaptisé le 3 décembre 1924 vicariat apostolique de Tatsienlou, élevé au rang de diocèse le 11 avril 1946[80],[81]. Son siège diocésain est la cathédrale du Sacré-Cœur-de-Jésus de Kangding.

### Galerie

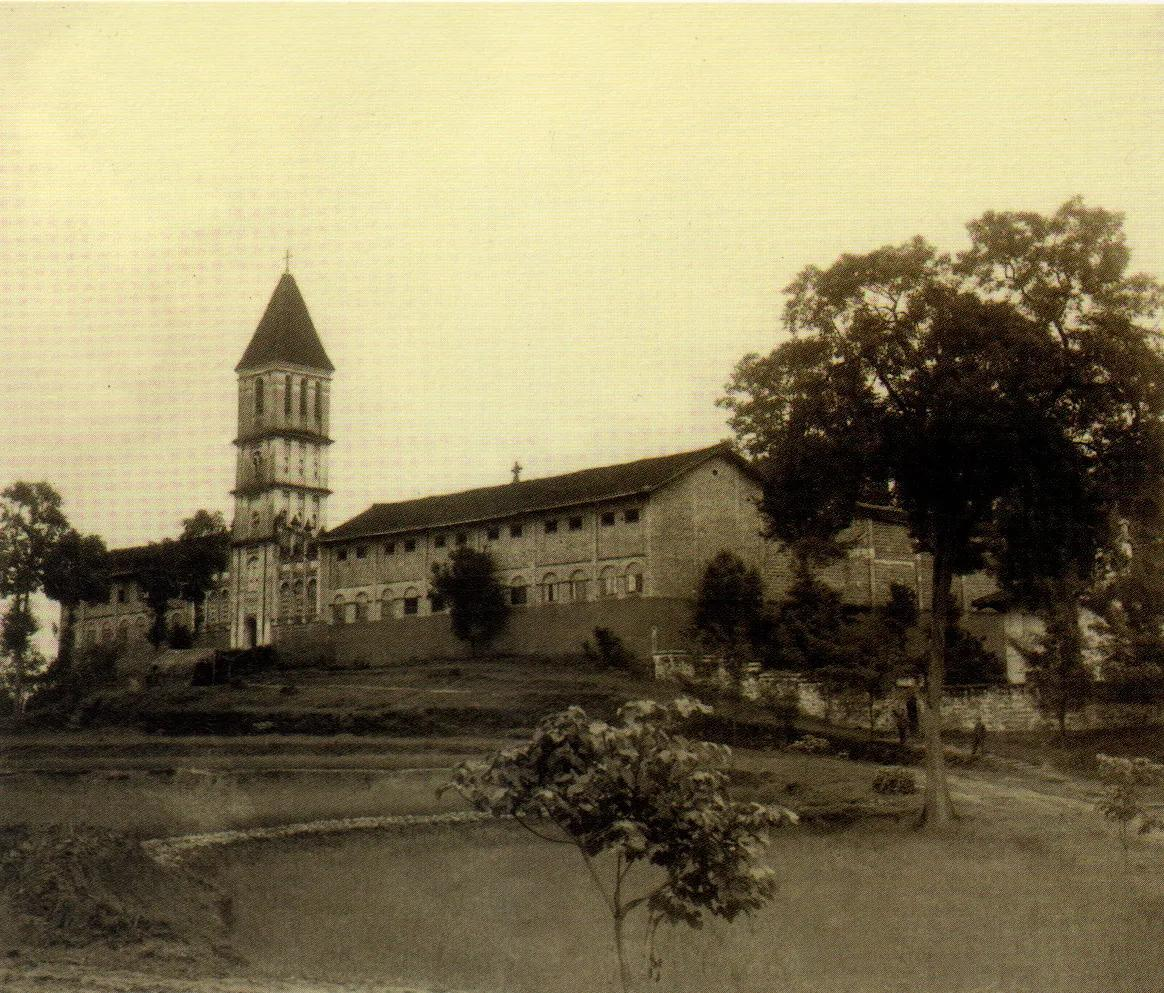
Église de Janua Coeli ou de Ma Pao Tchang (archidiocèse de Chongqing)
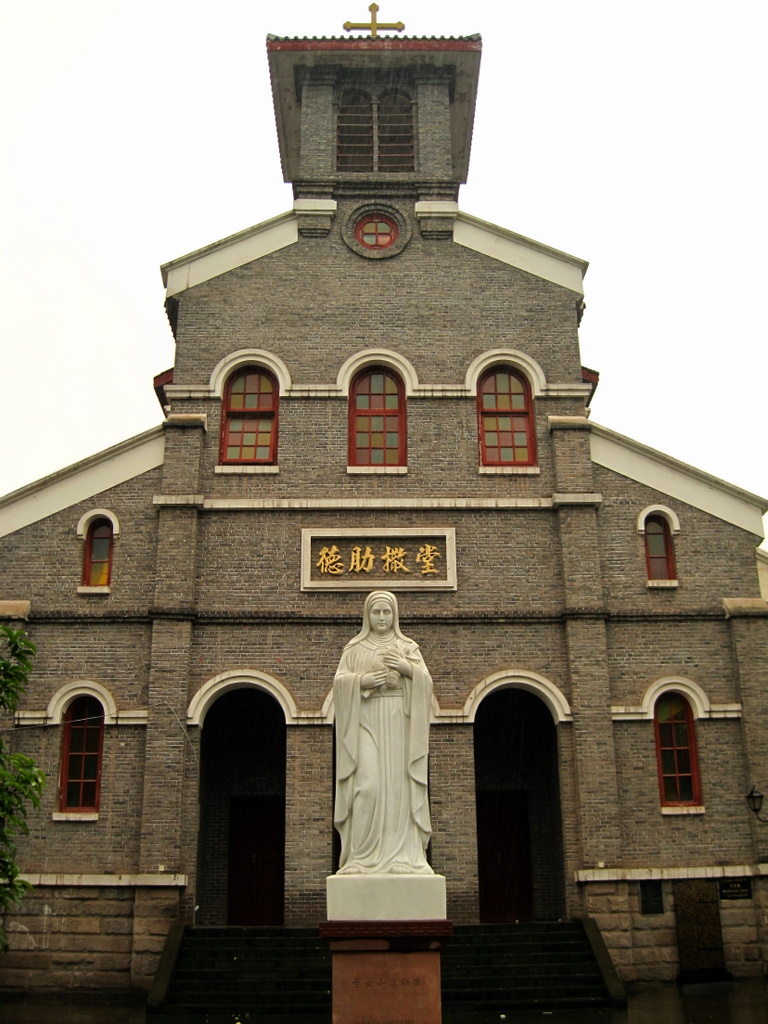
Église Sainte-Thérèse-de-l'Enfant-Jésus de Chongqing (en) (archidiocèse de Chongqing)
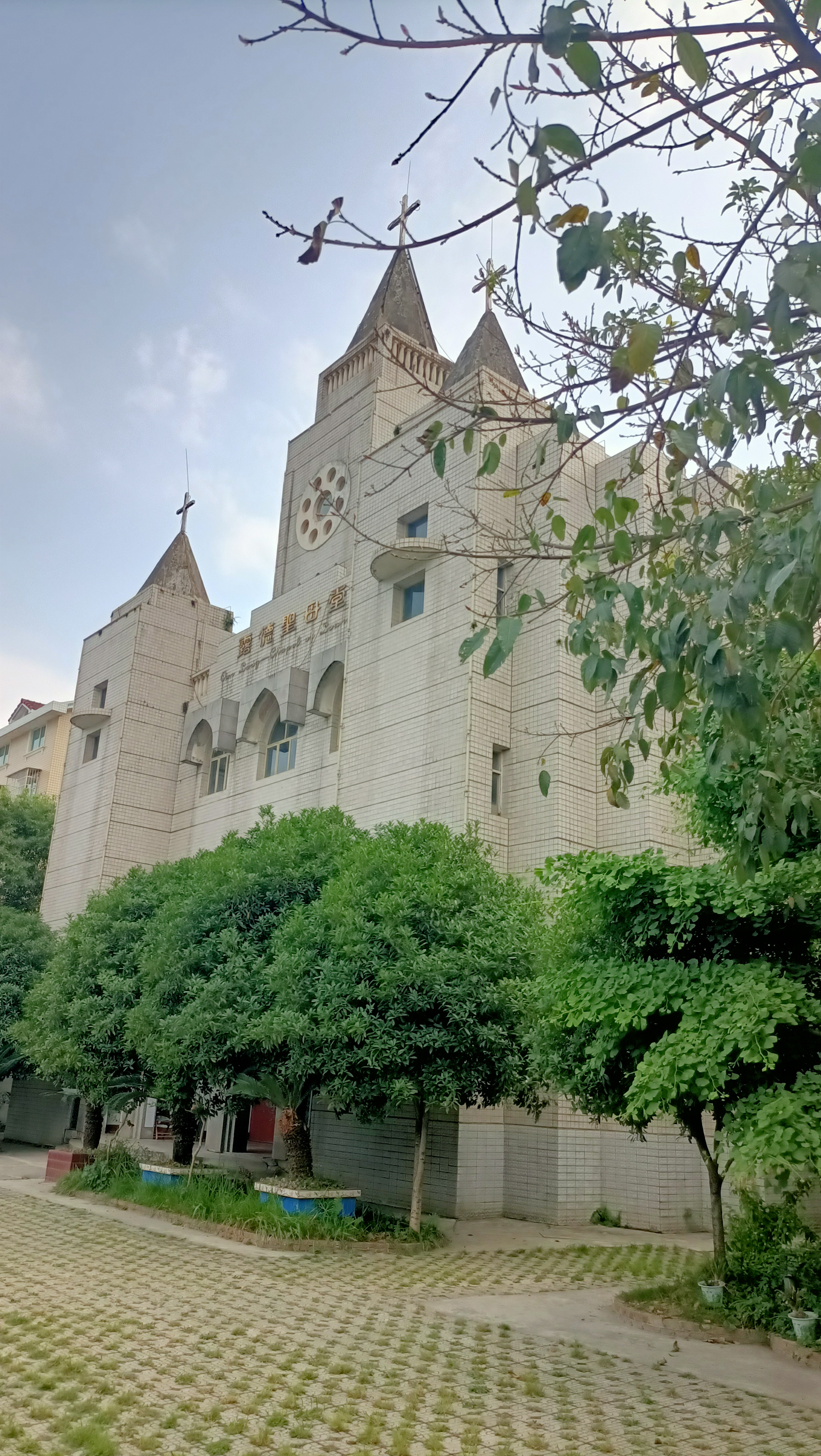
Église Notre-Dame-de-Lourdes de Mianyang (diocèse de Chengdu)
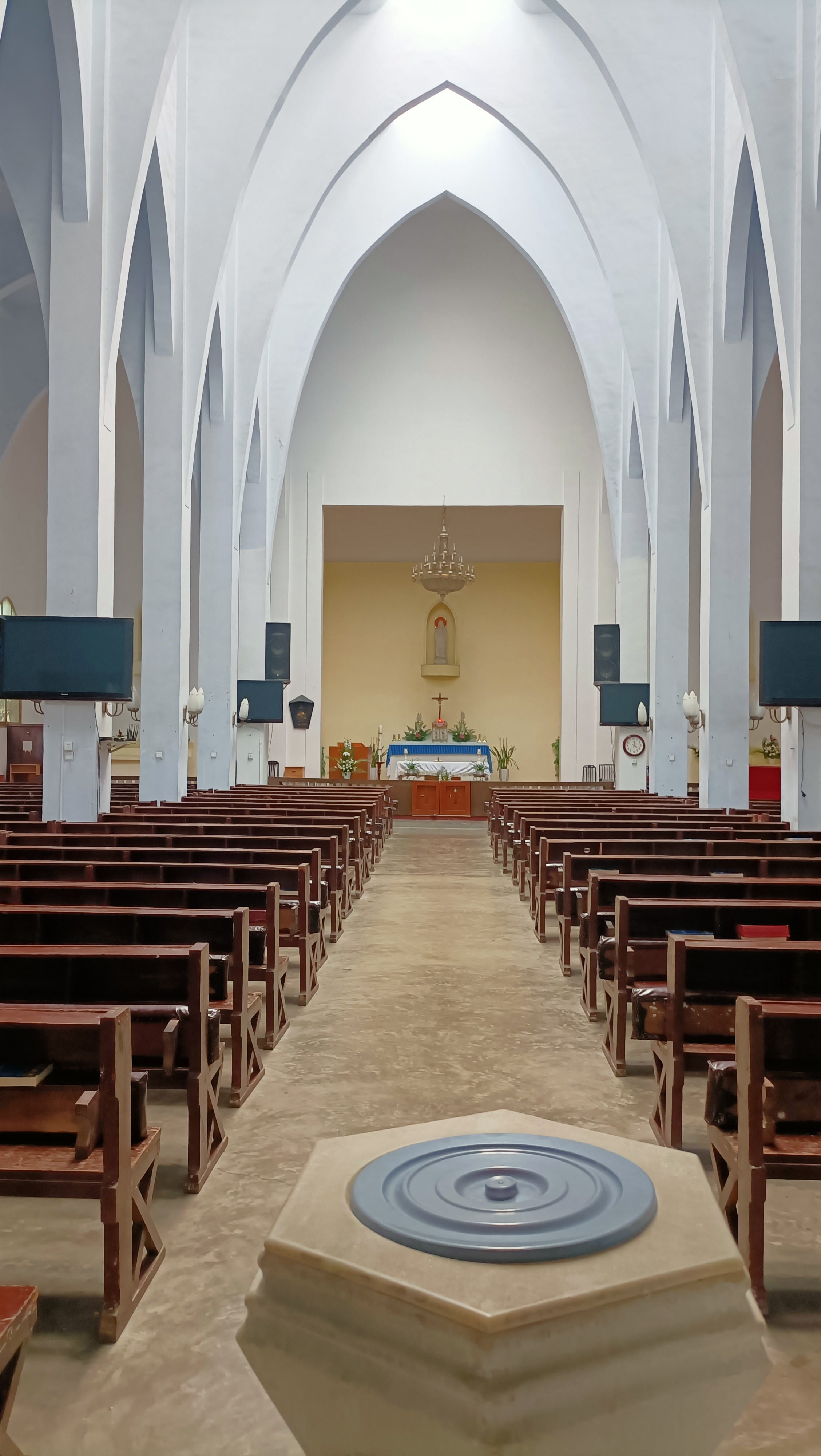
Intérieur de l'église Notre-Dame-de-Lourdes de Mianyang.
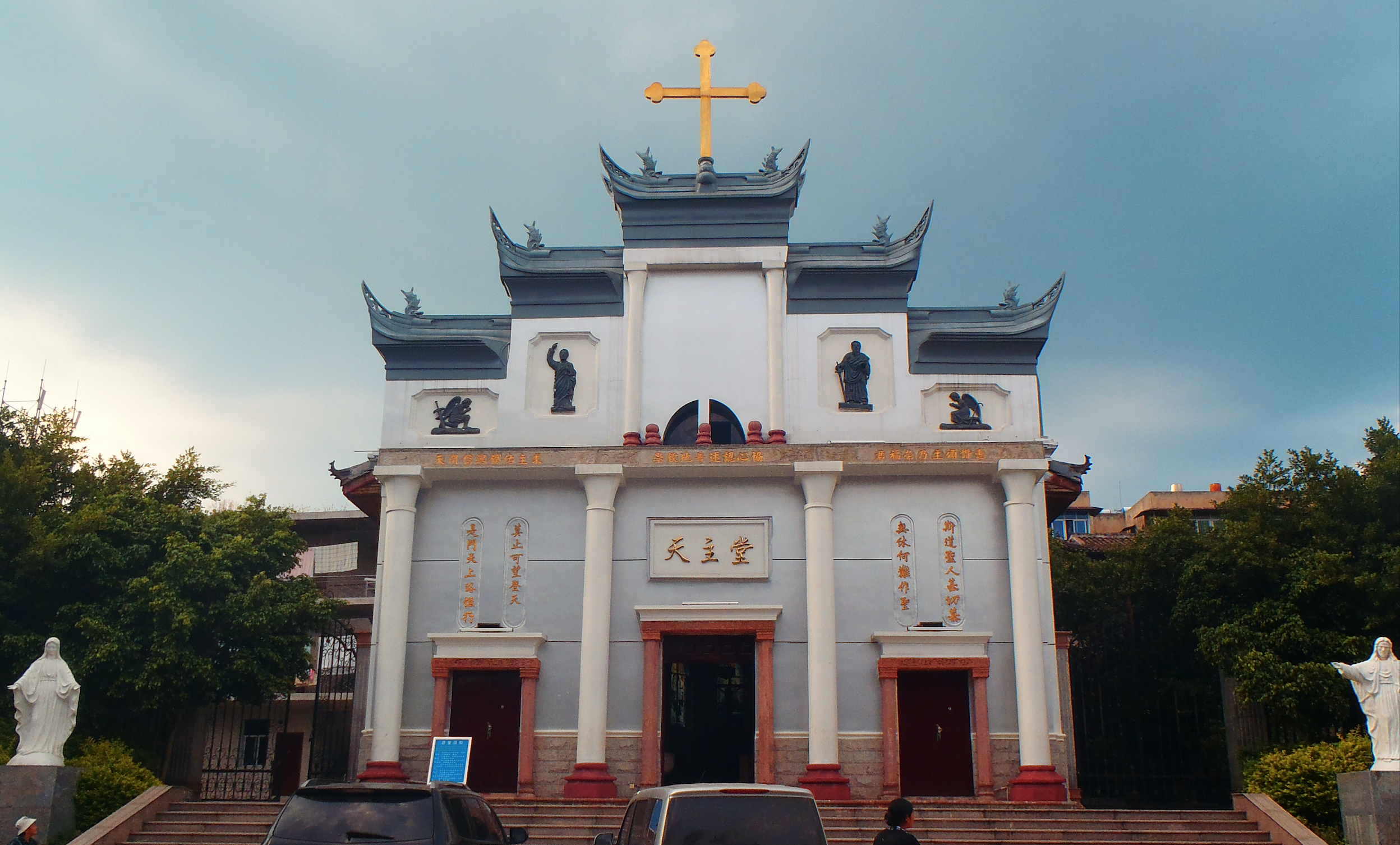
Cathédrale des Anges de Xichang (en) (diocèse de Ningyuan)
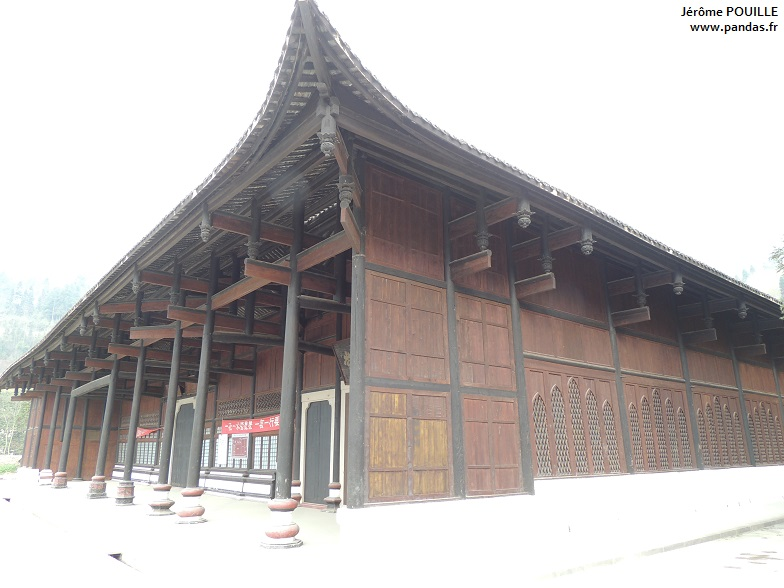
Église de l'Annonciation de Dengchigou (diocèse de Jiading)
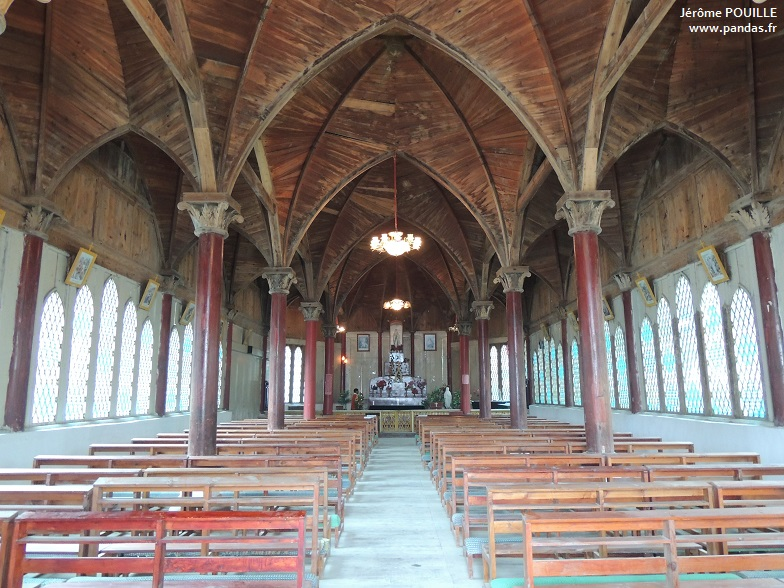
Intérieur de l'église de l'Annonciation de Dengchigou
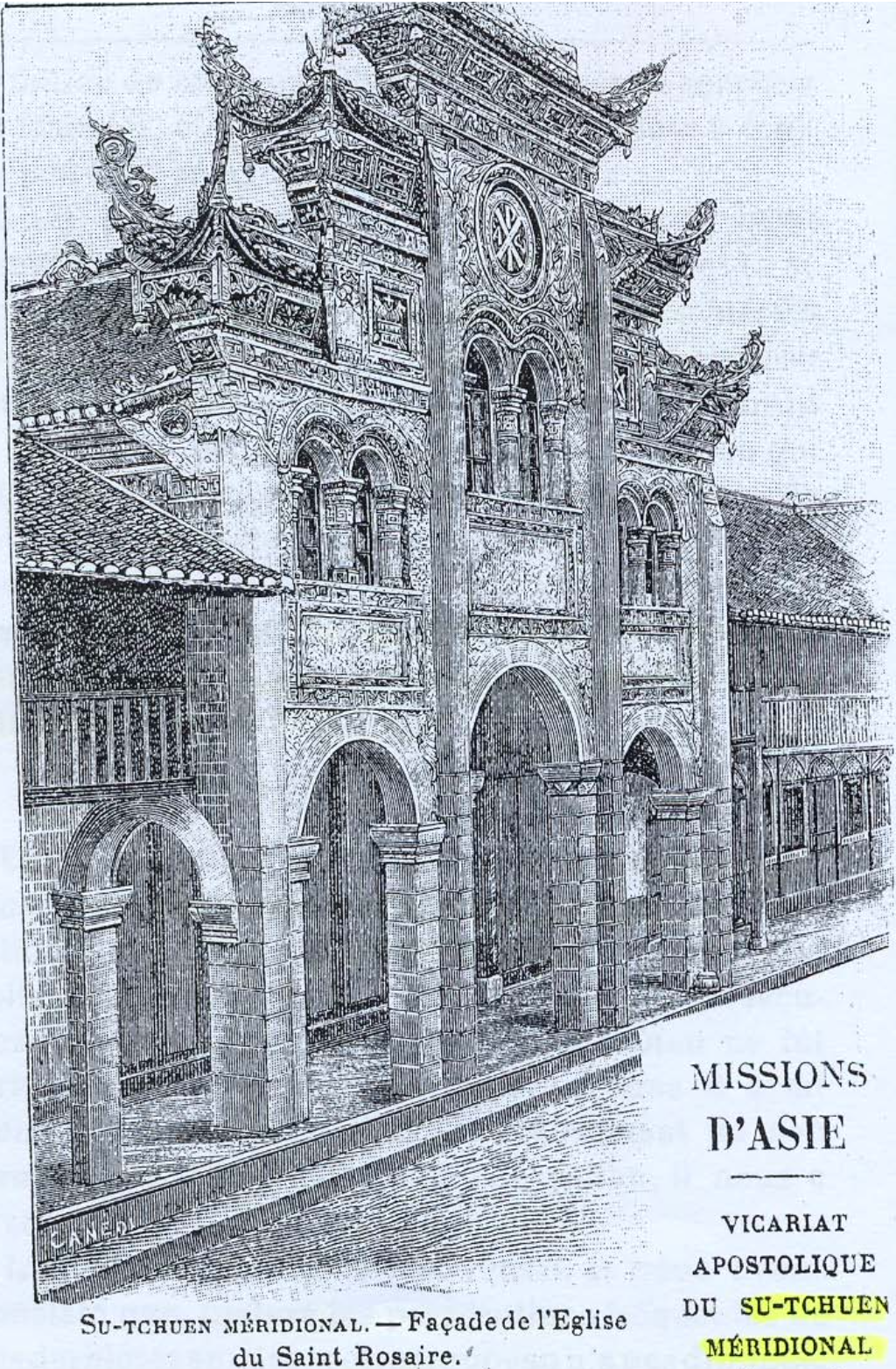
Église du Saint-Rosaire de Yibin (diocèse de Suifu)
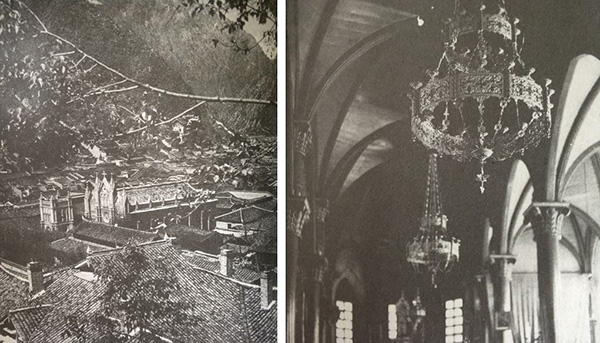
Extérieur et intérieur de l'ancienne cathédrale du Sacré-Cœur de Kangding (diocèse de Kangding)
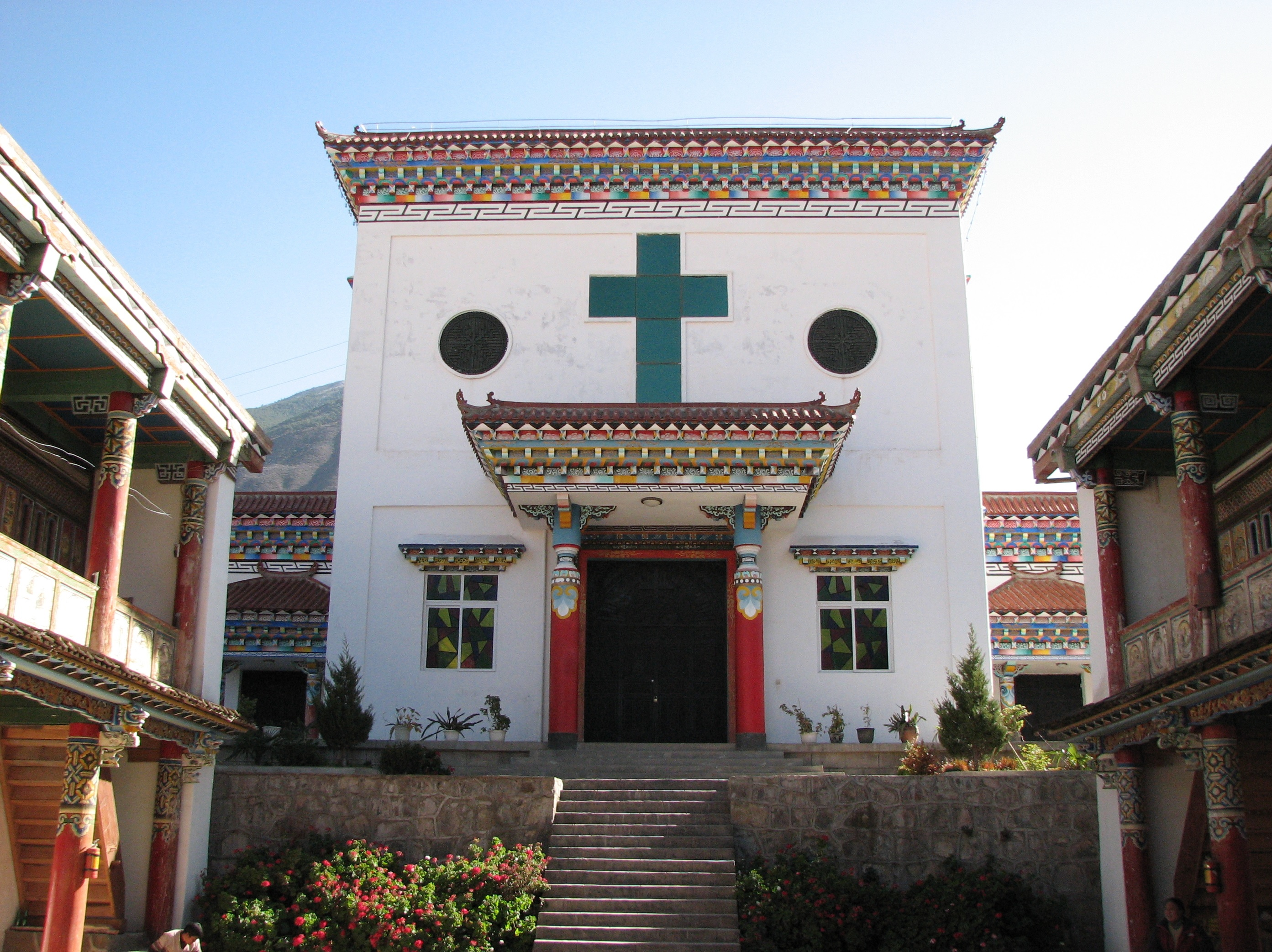
Église Notre-Dame-du-Sacré-Cœur de Yerkalo (diocèse de Kangding)
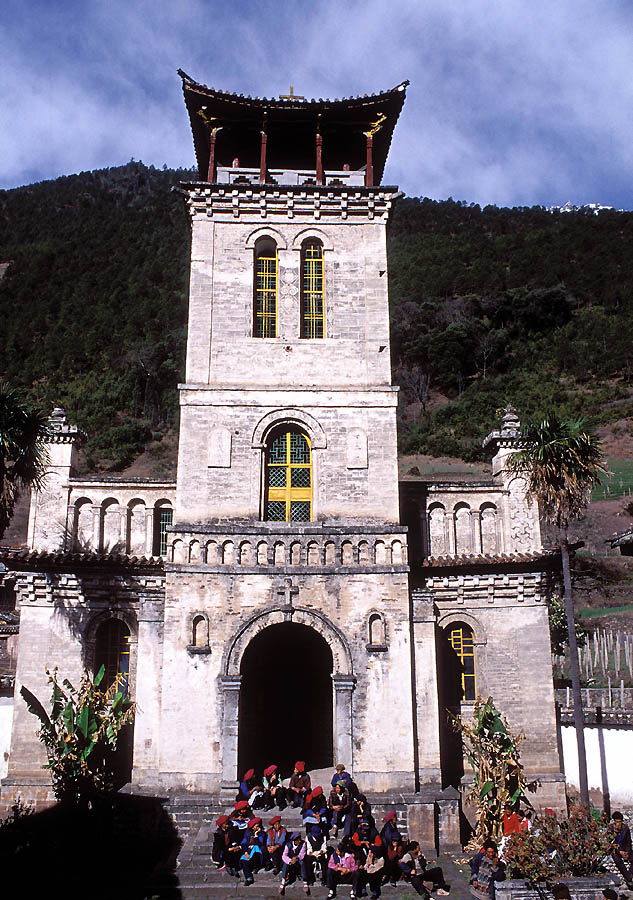
Église du Sacré-Cœur de Tsedjrong (diocèse de Kangding)[note 1]
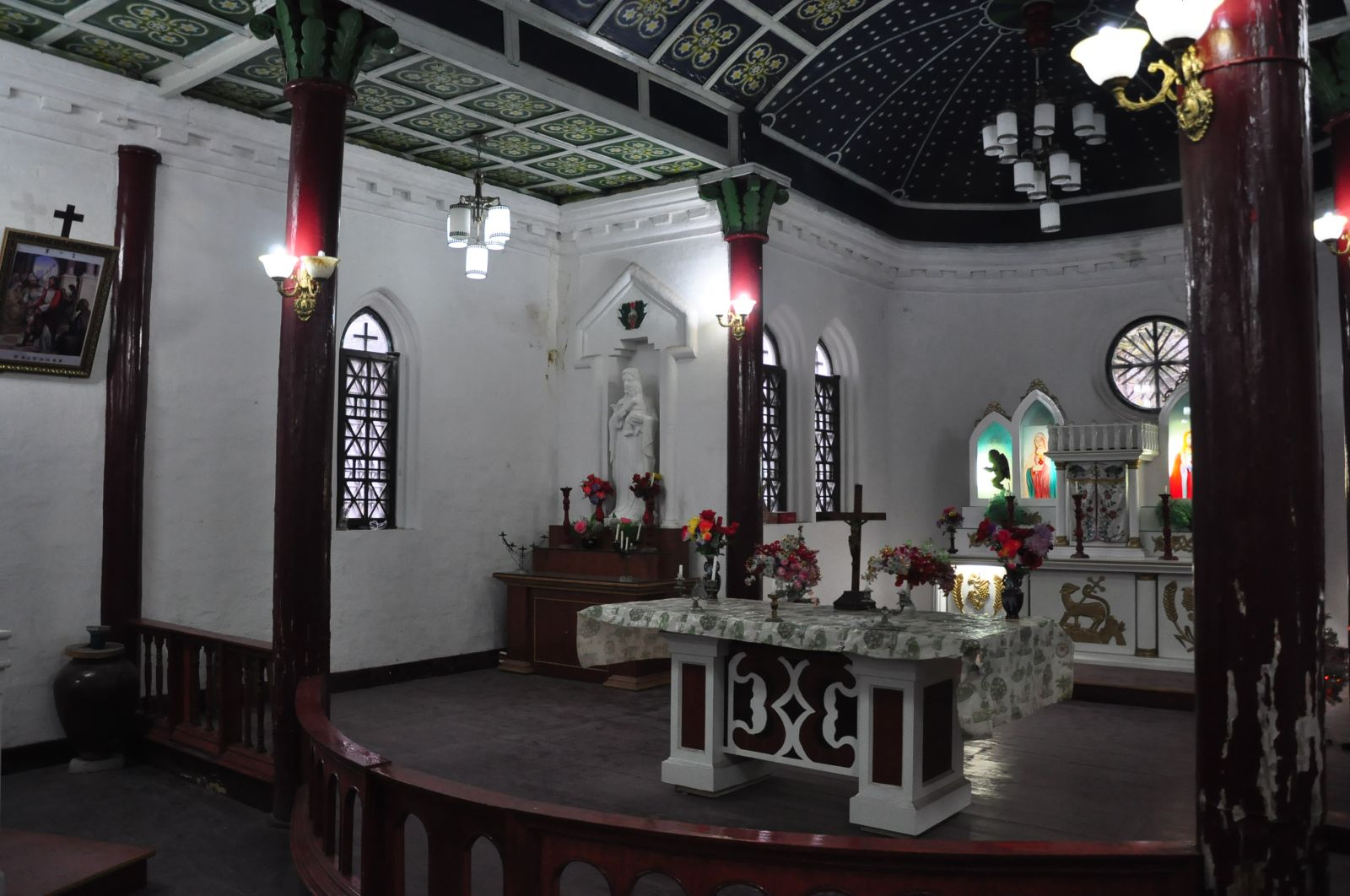
Autel de l'église Sainte-Anne de Mosimien (diocèse de Kangding)
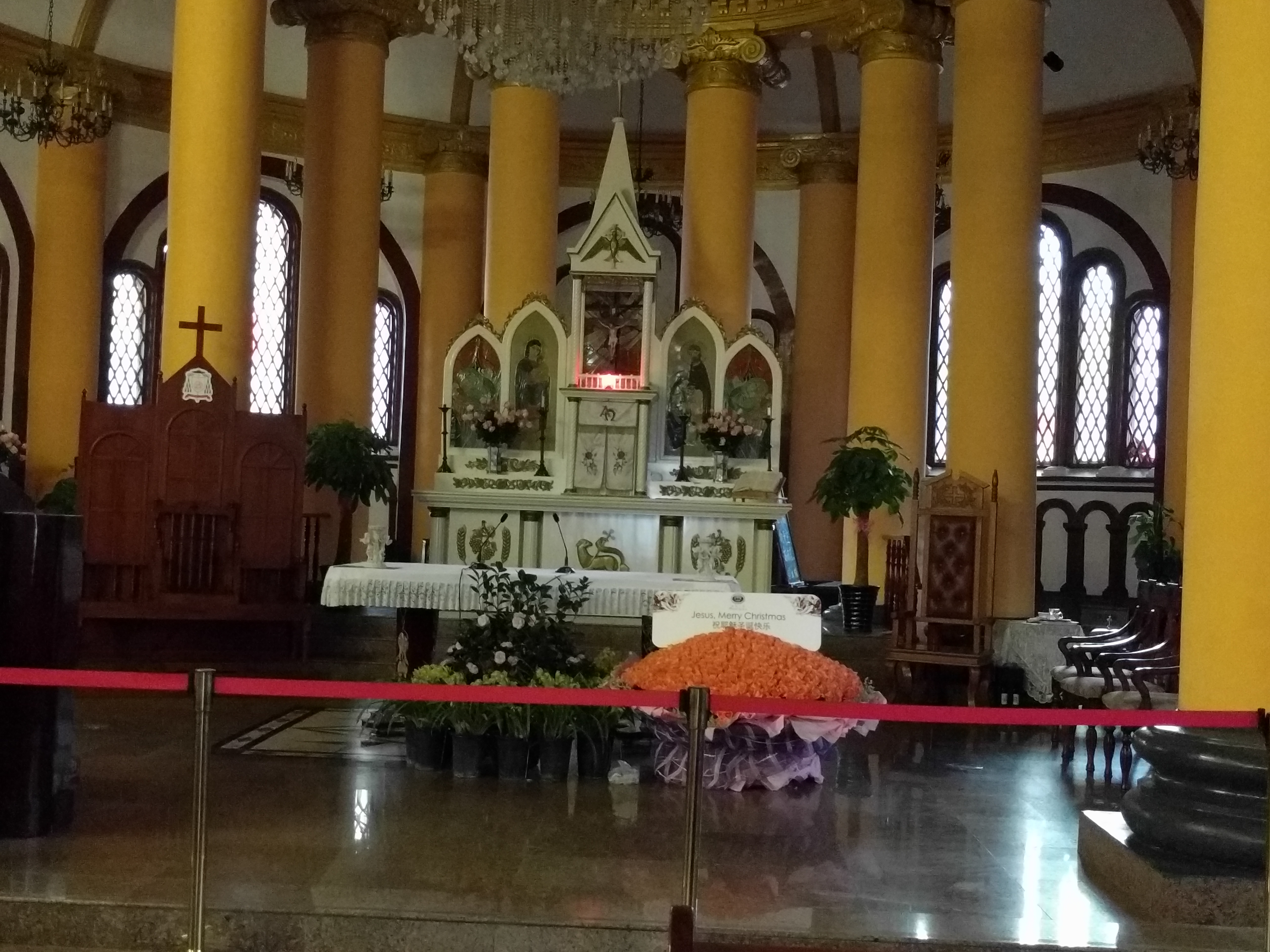
Autel de la cathédrale de l'Immaculée-Conception de Chengdu (diocèse de Chengdu)
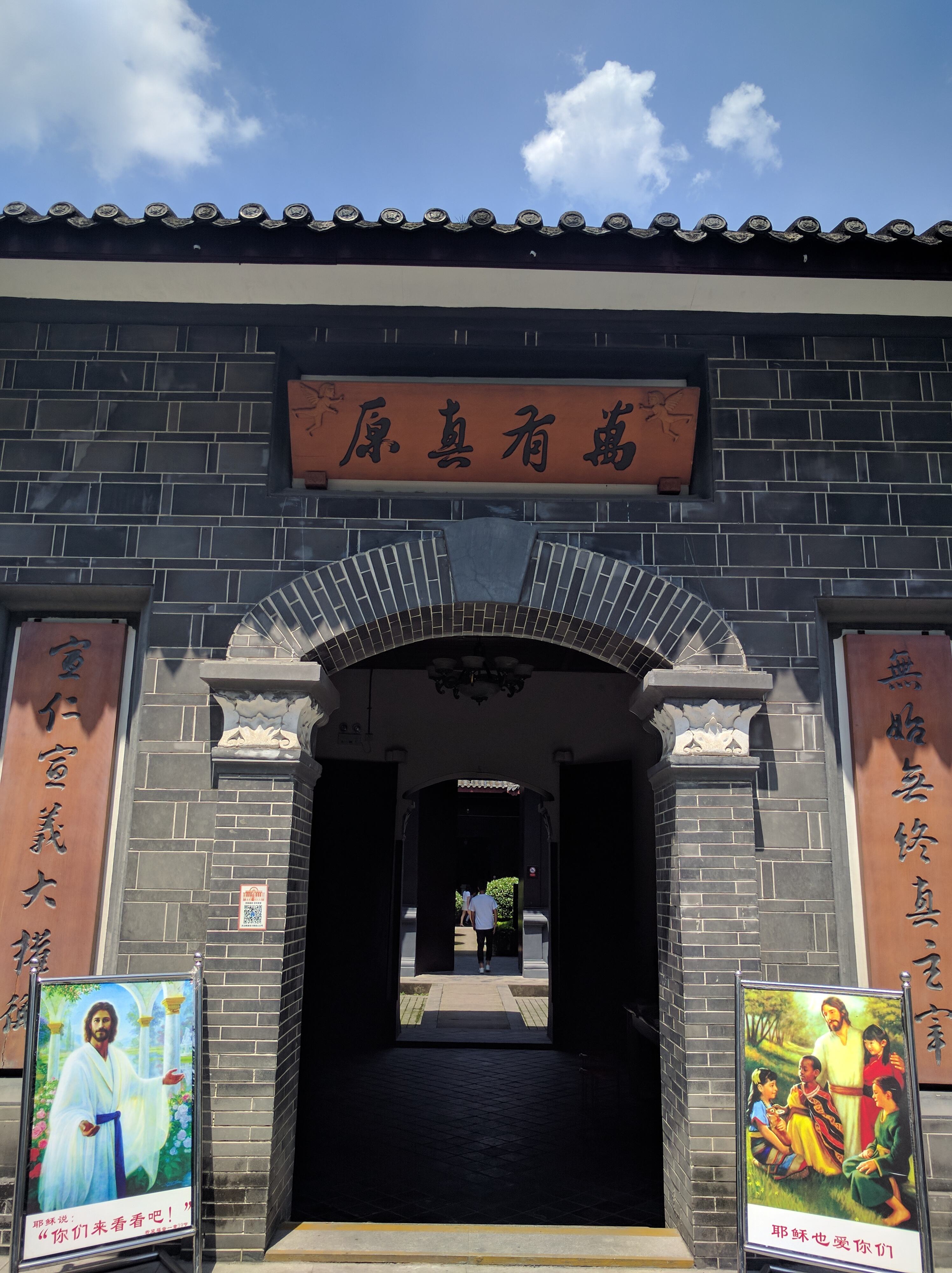
Curie diocésaine de l'évêque de Chengdu